# Instituto del Conurbano
El Instituto del Conurbano (ICO) es uno de los cuatro institutos que forman la Universidad Nacional de General Sarmiento (UNGS), Buenos Aires, Argentina. Es el responsable de dictar los estudios de grado (SCU) en las áreas de Administración Pública, Ecología urbana, Urbanismo y Política Social y de posgrado. También lleva adelante investigaciones sobre dichas temáticas. Está ubicado en el Campus Universitario de la UNGS.

## Carreras de Grado
| Título                               | Descripción |
| ------------------------------------ | --- |
| Licenciado en Administración Pública | La Licenciatura en Administración Pública forma profesionales capacitados para abordar de manera crítica y comprensiva, la complejidad del problema del Estado y de su relación con la sociedad. Brinda los instrumentos conceptuales y metodológicos necesarios para que los egresados se desenvuelvan tanto en tareas de investigación y docencia como de consultoría o asesoramiento en las diferentes instancias de gobierno y organismos públicos.            |
| Licenciado en Ecología               | La Licenciatura en Ecología forma profesionales en la problemática ambiental, con dos orientaciones: Una orientada a la Gestión de los Recursos Naturales y otra con énfasis en el ambiente de las ciudades, vinculada a la Ecología Urbana. A través de su perfil, sustancialmente técnico, pretende que sus egresados desarrollen capacidades para analizar y proveer soluciones a los problemas ambientales en el ámbito rural, urbano, periurbano y natural. . |
| Licenciado en Política Social        | La Licenciatura en Política Social fue creada con el propósito de formar profesionales capaces de dar respuesta a una de las cuestiones contemporáneas más importantes, como lo son las condiciones sociales y económicas de vida de la población. Por eso, los licenciados en Política Social son profesionales capaces de analizar la problemática social, de producir conocimientos sobre ella y de formular propuestas para mejorarla.                         |
| Licenciado en Urbanismo              | La Licenciatura en Urbanismo se propone formar profesionales capaces de comprender los problemas urbanos desde una perspectiva multidisciplinaria y diseñar soluciones que mejoren las condiciones de vida de sus habitantes. Las ciudades, en tanto fenómenos complejos, requieren la producción de conocimientos específicos que permitan su análisis y comprensión, así como instrumentos idóneos para intervenir sobre su evolución                            |

## Posgrado
| Título                                                           | Descripción |
| ---------------------------------------------------------------- | --- |
| Maestría en Economía Social (MAES)                               | Contribuir a la formación especializada y continua de profesionales latinoamericanos capaces de desarrollar marcos conceptuales, realizar investigaciones empíricas y encarar el diseño e implementación de políticas, programas y proyectos coherentes con la concepción de la economía social. |
| Especialización en Desarrollo Local en Regiones Urbanas (CEDLRU) | Formar y capacitar recursos humanos para la interpretación e intervención en procesos de desarrollo local en grandes regiones urbanas, desde tres propósitos específicos: otorgar una amplia formación en la interpretación de los procesos de cambio social complejo; profundizar el conocimiento de las diferentes dimensiones sectoriales de la problemática del desarrollo local, y desplegar capacidades de manejo de metodologías e instrumentos de intervención en procesos de desarrollo. |
| Posgrado en Economía Social y Desarrollo Local                   | Proveer formación sobre la teoría, las metodologías y los instrumentos adecuados para el estudio de la economía social y el desarrollo local. Formar profesionales capaces de incorporar el análisis de la economía local en la confrontación de los problemas socioeconómicos del país, desde el quehacer público y privado. |

## Investigación
El ICO desarrolla investigación sobre los problemas que enfrenta la Región Metropolitana de Buenos Aires (RMBA).

## Directores
| Período           | Director                |
| ----------------- | ----------------------- |
| 2015 a actualidad | Dr. Gustavo Kohan       |
| 2010 a 2014       | Dr. Daniela Soldano     |
| 2008 a 2010       | Arq. Andrea Catenazzi   |
| 2006 a 2008       | Lic. Gustavo Badía      |
| 2002 a 2006       | Lic. Magdalena Chiara   |
| 1998 a 2002       | Lic. María Di Pace      |
| 1993 a 1998       | Lic. José Luis Coraggio |